# 허벙 고속철도
허벙 고속철도(중국어: 合蚌客运专线)는 중화인민공화국의 허페이 남역과 벙부 남역을 연결하는 고속철도이다. 2012년 10월 16일에 이 구간이 개통되면서 징후 고속철도 전 구간이 개통되었다. 향후 징타이 고속철도 노선과 연계될 예정이다.

## 역사
- 2008년 1월 8일 : 허페이 남역 ~ 벙부 남역 구간 착공.
- 2012년 10월 16일 : 허페이 남역 ~ 벙부 남역 구간 개통.[1]

## 역 목록
| 한국어      | 중국어 | 영어         | 영업 거리 (km) | 소재지    |
| ----------- | ------ | ------------ | -------------- | --------- |
| 벙부 남역   | 蚌埠南 | Bengbu South | 0              | 벙부 시   |
| 류푸 남역   | 刘府南 | Liufu South  | 공사중         | 추저우 시 |
| 화이난 동역 | 淮南南 | Huainan East | 42             | 화이난 시 |
| 수이자후 역 | 水家湖 | Shuijiahu    | 62             | 허페이 시 |
| 샤탕지 역   | 下塘集 | Xiatangji    | 공사중         | 허페이 시 |
| 솽둔지 역   | 双墩集 | Shuangdunji  | 공사중         | 허페이 시 |
| 허페이 역   | 合肥   | Hefei        | 109            | 허페이 시 |
| 허페이 남역 | 合肥南 | Hefei South  | 130            | 허페이 시 |

## 같이 보기
- 징후 고속철도
- 징타이 고속철도